# 図書館の略字

𡆥（くにがまえにト）

「図書館」の略字（としょかんのりゃくじ）とは、「𡆥（「くにがまえ」にカタカナの「ト」）」もしくは「圕（「くにがまえ」に漢字の「書」）」を指す。図書館関係者の間では「図書館」を一文字で表すために用いられる、図書館用語の一つ。
「図書館」以外を意味する場合もあり、そのほかの用法もあわせて紹介する。

## 概要
「𡆥（くにがまえに「ト」）」は、「現代図書館の父」秋岡梧郎による考案とされている。秋岡が図書館職員養成所での講義で、この略字を用いたことが、図書館職員らに知れ渡るきっかけになった。図書館職員、関係者という集団を中心に使われる文字であるため、「集団文字」と分類される。
一方の「圕（くにがまえに「書」）」は、1926年頃日本に滞在していた、中国図書館学者の杜定友による考案とされている。台湾の教育部（文部科学省に相当）には今でも「金圕奨」という賞がある。早稲田大学社会科学総合学術院教授（当時）の笹原宏之によれば、「圕」は東京外国語大学の蔵書印としての活用事例はあるとしつつも、「𡆥（くにがまえに「ト」）」の方が簡便性が高いとする。漢学者・言語学者である阿辻哲次は、漢字は一字一音節が原則であることから、「圕」は漢字ではなく記号という立場を取った。

## 各集団ごとに異なる用法

### 図書館関係者
「𡆥（くにがまえに「ト」）」は「図書館」のことを指す。例えば、ウィキペディア図書館であれば、「ウィキペディア𡆥」という表記になる。

### ある私立学校の例
笹原によれば、ある私立学校では「𡆥（くにがまえにト）」を「かくと」と読ませ、「各自図書館へ」という意味を付与している事例があるという。その由来は不明であり、私立学校が独自に考案した略記か、あるいは既存の秋岡の造字に「各自図書館へ」という新たな意味を学校側が付与した可能性があると言及している。

### 法学部関係者の例
また笹原によれば、民法での頻出用語である「登記」の略称として用いられている例があるともいう。ただし、こちらの場合は、「くにがまえ」ではなく、単なる「□（四角）」にカタカナの「ト」を組み合わせており、厳密的には「𡆥（くにがまえに「ト」）」と異なる。